# Sandy Cohen
Sanford "Sandy" Cohen es un personaje ficticio de la serie de televisión estadounidense The OC, interpretado por Peter Gallagher.

## Descripción del personaje
Sandy Cohen, como se lo conoce, es un abogado nacido en Nueva York en una familia de clase baja del Bronx, que viaja a estudiar a la Universidad de Berkeley, Su madre es Sophie Cohen, su padre los abandonó y tiene dos hermanos que nunca salen en la serie. Estudia en California, gracias a una beca. Allí conocerá a Kirsten, clásica californiana republicana, hija de un rico empresario de la construcción. Tras viajar por el país en una camioneta, deciden instalarse en Newport Beach para que Kirsten ayude a su padre en su empresa.
Está casado con Kirsten y ambos tienen un hijo, Seth Cohen.
Ha trabajado en la fiscalía durante varios años, pues Sandy defiende a chicos con problemas porque cree firmemente en que necesitan una oportunidad tal y como se la dieron a él. Él es un abogado idealista y muy comprometido con los problemas sociales. Es allí donde conoce a Ryan, un joven con problemas familiares. Luego de que lo lleva a su casa, decide adoptarlo, viendo que este no tiene familia que le acoja. Esto le trae problemas con Kirsten, pero finalmente ella termina queriendo tanto a Ryan como a uno más de la familia.
Sandy empieza a trabajar como abogado para una firma con el objetivo de ganar más dinero y aportar a la economía de su familia, ya que siente que no aporta lo suficiente y recibe los reproches de su suegro Caleb Nicol, por vivir en la casa que él construyó. Sin embargo, esto le trae problemas cuando tiene que trabajar en un caso contra el papá de su esposa Kirsteb
Luego, deja su estudio de abogado para dedicarse exclusivamente al grupo newport 
- Datos: Q2705926